# Mopti

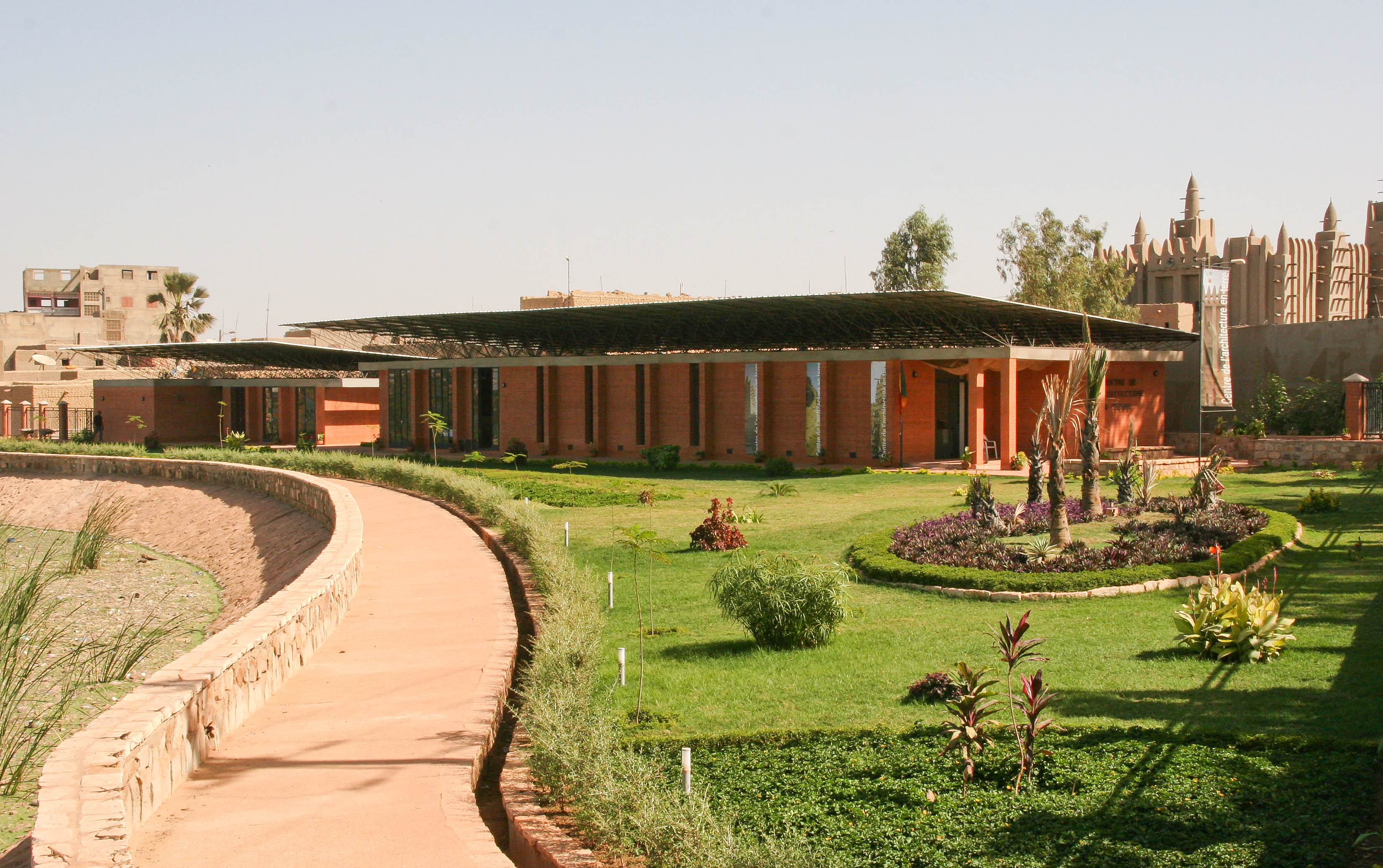
Centre for Earth Architecture, ritat av Diébédo Francis Kéré

Mopti är en ort och kommun i centrala Mali och är den administrativa huvudorten för regionen med samma namn. Den är samtidigt huvudort för en av regionens administrativa kretsar, även den med samma namn som staden. Mopti är belägen där Banifloden ansluter till den större Nigerfloden, och kommunen hade cirka 140 000 invånare 2013. Kommunen omfattar även Sévaré, en stor ort (43 756 invånare 2009) som ligger cirka en mil öster om centrala Mopti. Mopti är en viktig flodhamn och är tätbefolkad på grund av begränsad tillgång på byggbar markareal i området, som domineras av våtmarker. Staden grundades under 1800-talet som en del av Massinariket.

## Administrativ indelning
Kommunen är indelad i nio stadsdelar (quartiers):
- Bougoufie
- Gangal
- Komoguel 1
- Komoguel 2
- Medina-Coura
- Mossinkore
- Sevaré
- Taikiri
- Toguel